# Eremoleon pallens
Eremoleon pallens är en insektsart som beskrevs av Banks 1941. Eremoleon pallens ingår i släktet Eremoleon och familjen myrlejonsländor. Inga underarter finns listade i Catalogue of Life.